# Gastronomia del Regne Unit
La gastronimia del Regne Unit és l'herència de les tradicions i pràctiques culinàries associades al Regne Unit. Tot i que Gran Bretanya té una rica tradició culinària indígena, la seva història colonial ha enriquit profundament les seves tradicions culinàries autòctones. La cuina britànica va absorbir les influències culturals dels seus territoris postcolonials, en particular els de l'Àsia meridional.
A l'antiguitat, l'agricultura celta i la cria d'animals produïen una gran varietat d'aliments per als celtes i britànics indígenes. L'Anglaterra anglosaxona va desenvolupar tècniques d'estofat de carn i herbes salades abans que la pràctica es va fer habitual a Europa. La conquesta normanda va introduir espècies exòtiques a Anglaterra a l'edat mitjana. L'Imperi Britànic va facilitar el coneixement de la cuina índia amb les seves "espècies i herbes fortes i penetrants". Les polítiques de racionament d'aliments establertes pel govern britànic durant els períodes de guerra del segle XX són àmpliament considerades avui dia responsables de la mala reputació internacional de la cuina britànica.
Entre els plats britànics tradicionals ben coneguts s'inclouen l'esmorzar complet, el fish and chips, el sopar de Nadal, el Sunday roast, el steak and kidney pie, el shepherd's pie i el bangers and mash. La gent de Gran Bretanya, però, menja una gran varietat d'aliments basats en les cuines d'Europa, l'Índia i altres parts del món. La cuina britànica té moltes varietats regionals dins de les categories més àmplies de la cuina anglesa, escocesa i gal·lesa i la cuina nord-irlandesa. Cadascuna ha desenvolupat els seus propis plats regionals o locals, molts dels quals són aliments indicats geogràficament, com ara pastissos de Cornualla, el púding de Yorkshire, la salsitxa de Cumberland, el fumat d'Arbroath i els pastissos gal·lesos.